# Кудо-Водыж
Ку́до-во́дыж (Кудо-Вадыш; луговомар. Кудо водыж — хранитель дома) — дух в марийской мифологии. Аналог славянского Домового. Задачей кудо-водыжа считается защита хозяев своего дома от болезней, но же может навлекать хворь при отсутствии должного уважения. Фетиш Кудо-Водыжа — пучок ветвей, который хранится в переднем углу дома. Этот пучок должен ежегодно обновляться — весной старый фетиш выбрасывается в поле, а вместо него приносится новый. Жертвуют зайца.